# Stazione di Ballinasloe
La stazione di Ballinasloe  è una stazione ferroviaria della Galway–Athlone che fornisce servizio all'omonima cittadina della contea di Galway, Irlanda.

## Storia
La stazione fu aperta il 1º agosto 1851.

## Strutture ed impianti
È dotata di due binari.

## Movimento
- InterCity Dublino Heuston–Galway

## Servizi
- Servizi igienici
- Capolinea autolinee
- Biglietteria a sportello
- Biglietteria self-service
- Distribuzione automatica cibi e bevande